# Andrzej Dębowski (inżynier)
Andrzej Dębowski (ur. 1947 w Łodzi) – polski naukowiec, profesor nadzwyczajny Politechniki Łódzkiej, naukowiec pracujący w dyscyplinie nauk technicznych o specjalności przemysłowe systemy automatyki oraz automatyka napędu elektrycznego.

## Życiorys
Andrzej Dębowski ukończył Politechnikę Łódzką w 1971 roku. W tej uczelni uzyskał w roku 1979 stopień doktora nauk technicznych oraz doktora habilitowanego (w 1992 roku). Był kierownikiem Zakładu Techniki Sterowania (1998–2014) oraz zastępcą dyrektora Instytutu Automatyki (2007–2014). Był promotorem w 10 przewodach doktorskich.

## Kariera naukowa
Obszar zainteresowań naukowych Dębowskiego obejmuje zastosowania teorii sterowania w mikroprocesorowo sterowanych napędach elektrycznych i w układach automatyki przemysłowej ze sterownikami programowalnymi. Opublikowane prace naukowe Andrzeja Dębowskiego dotyczą modelowania matematycznego obiektów podlegających sterowaniu oraz identyfikacji ich parametrów. Dębowski opracował oryginalną koncepcję sterowania pośredniego obiektów liniowych i nieliniowych, opartą na wykorzystaniu kompensatorów stanu o specjalnej strukturze, tzw. stymulatorów stanu. W ten sposób możliwa jest redukcja opisu dynamiki złożonych obiektów sterowania oraz odsprzęganie wybranych zmiennych stanu. Prace aplikacyjne Dębowskiego to między innymi wiele zmodernizowanych tramwajów i trolejbusów, wyposażonych w napędy asynchroniczne z wektorowym sterowaniem prądowo-zorientowanym. Dębowski uczestniczył w pracach nad wdrożeniem do produkcji kolejowych napędów asynchronicznych, przeznaczonych do zasilania napięciem 3 kV co umożliwia jazdę elektrycznych zespołów trakcyjnych z większymi niż dotychczas prędkościami. Ponadto zrealizował wiele wdrożeń w przemyśle cukrowniczym, spożywczym i energetycznym.
Andrzej Dębowski jest rzeczoznawcą Stowarzyszenia Elektryków Polskich w czterech specjalnościach: automatyka i technika pomiarowa, maszyny i napędy elektryczne, trakcja elektryczna, energoelektronika.

## Publikacje książkowe
- Automatyka – technika regulacji, Wydawnictwo WNT, Warszawa 2013
- Automatyka – podstawy teorii, Wydawnictwo WNT, Warszawa 2008 i 2012
- Pośrednie sterowanie w napędzie elektrycznym przy wykorzystaniu stymulatora stanu, Wydawnictwo Politechniki Łódzkiej, Łódź 1991